# Thierry Aué
Thierry Aué, né en 1964 à Châteauroux, est un écrivain, photographe et compositeur, français. 

## Le musicien et le photographe
Thierry Aué fait des études musicales (piano) et obtient un Prix de composition au conservatoire de Marseille. Dans les années 1990, il signe plusieurs partitions qui seront interprétées dans des festivals internationaux de musique contemporaine. Il se fait surtout connaître pour ses improvisations musicales, principalement avec les poètes Christophe Tarkos et Charles Pennequin avec lesquels il réalise de nombreuses performances, notamment à la Fondation Cartier et à la grande manifestation « La force de l'art » au Grand Palais (Paris).
Il collabore également avec la compositrice allemande Annette Schlünz pour des projets de théâtre musical en tant que créateur vidéo (entre autres l'opéra Lichtpause sur des textes de Charles Pennequin et Ulrike Draesner).
Parallèlement, il poursuit durant quelques années un travail photographique qui l'amène à participer à des expositions en France et à l'étranger. Il obtient dans ce cadre plusieurs résidences (en Allemagne et en Pologne) et publie deux catalogues aux éditions du Centre européen d'actions artistiques contemporaines.

## L'écrivain
Depuis quelques années, il se consacre exclusivement à l'écriture et a déjà publié deux recueils de textes courts aux éditions La dernière goutte : L'Homme de trop en 2010, et L'Horloge au pays du levant en 2011. Son style se caractérise par « un regard désabusé que portent ses personnages sur la vie, qui se manifeste avant tout par une grande distance face au monde, doublée d'une ironie glaçante ». Ses historiettes tirent tantôt vers l'absurde, tantôt vers la vision poétique, à mi-chemin entre l'exercice de style et le haïku. Le critique et écrivain Bernard Quiriny a rapproché le style et les thèmes abordés par Thierry Aué de ceux de Buzzati. On peut également citer l'écrivain américain Richard Brautigan ou Jacques Sternberg parmi ses influences. « L'attention que les personnages des textes de Thierry Aué portent au monde et à ses moindres détails finit souvent par transformer leur environnement en un milieu hostile, étouffant, dangereux. »
Le choix d'écrire des textes courts (certains de ses textes n'excèdent pas quelques lignes) relève d'abord d'une mise en cause de la forme narrative romanesque dont il critique l'aspect le plus souvent linéaire et téléologique, orienté le plus souvent vers sa propre fin. À ce titre, il se considère avant tout comme un artisan, travaillant inlassablement à « réduire ses textes jusqu'à ne plus pouvoir rien enlever ». Sa relation étroite avec la musique se retrouve dans son attachement au rythme des phrases et à la sonorité des mots. « Quand j'ai le choix entre le sens et le son, je privilégie ce dernier, au détriment du sens parfois. »

## Œuvres littéraires
- Le lieu commun, poésie, Brémond, Marseille 1991
- Bouton, textes et photographies, éditions du Caillou, 2000
- L'homme de trop, textes courts, éditions la Dernière goutte, 2010
- L'horloge au pays du levant, textes courts, éditions La dernière goutte, 2011  (ISBN 9782918619024)

## Catalogues photographiques
- Schaumzone, éditions du Ceaac, 2005
- A quelque chose près, éditions du Ceaac, 2007